# Autochenille Production
Pour le véhicule, voir Autochenille.
Autochenille Production, associée à son studio d'animation Banjo Studio, est une société de production de films d'animation spécialisée dans l'adaptation au cinéma de bande dessinée. Autochenille a été fondée en 2007 par Antoine Delesvaux et les auteurs Joann Sfar et Clément Oubrerie.

## Productions
- Le Chat du rabbin (adapté de Le Chat du rabbin), de Joann Sfar et Antoine Delesvaux, sorti le 1er juin 2011.
- Aya de Yopougon (adapté de Aya de Yopougon), de Marguerite Abouet et Clément Oubrerie, sorti le 17 juillet 2013.
- Petit Vampire (adapté de Petit Vampire), de Joann Sfar, sorti le 21 octobre 2020.

### Participations
- Le Prophète (adapté de Le Prophète), séquence Sur le mariage par Joann Sfar.

### Projets
- Isaac le pirate (adapté de Isaac le pirate), de Christophe Blain.
- Sardine de l'espace (adapté de Sardine de l'espace), de Emmanuel Guibert.